# Old Haa Museum
The Old Haa of Brough er et museum der ligger i Burravoe på øen Yell, Shetlandsøerne, Skotland. Bygningen blev opført til købmanden Robert Tyrie i 1672 og den huser i dag lokalmuseet for Burravoe og Yell. Over døren er et panel, hvor Tyries initialer og året "1672" er ridset ind.
Den 19. januar 1942 styrtede et Catalina-fly ned over Burravoe. Syv af de ti passagerer døde, og den ene af propellerne kan ses uden for Old Haa Museum.
Der er en mindetavle for naturhistorikeren Bobby Tulloch på museet.